# New York City FC
New York City FC er en fodboldklub, som ligger i New York og spiller i den bedste amerikanske fodboldrække MLS
| Fodbold | Spire Denne artikel om en fodboldklub er en spire som bør udbygges. Du er velkommen til at hjælpe Wikipedia ved at udvide den. |